# Joseph Ringeissen
Joseph Ringeissen, né le 13 juillet 1879 à Meistratzheim et décédé le 25 janvier 1952 à Strasbourg, est un organiste et compositeur alsacien.

## Formation
Ringeissen est né à Meistratzheim. Son père ayant été nommé directeur d'école à Meistratzheim, c'est là que le jeune Joseph a été initié à la musique.
À l'âge de six ans, il tint les claviers de l'orgue lors des obsèques de l'un de ses frères.
Ringeissen entra au Conservatoire de Strasbourg et devint l'élève de Stockhausen, Gessner, Somborn et Dukas.
À 19 ans, il termina brillamment ses études avec les diplômes pour piano, orgue, harmonie, contrepoint et fugue, tout en étant nommé organiste du Grand Orgue de la Cathédrale de Strasbourg. Par la suite en 1902, il est organiste titulaire à l'église Sainte-Madeleine de Strasbourg
Plus tard, en 1913, il devint organiste à l'église Saint-Maurice de Strasbourg, succédant ainsi à son maître Adolf Gessner au poste qu'il conserva jusqu'à sa mort.
Il donna des cours privés ainsi qu'au collège Saint-Étienne de Strasbourg et au Conservatoire de Strasbourg.
Il a fait des tournées d'orgue en France, en Allemagne, en Suisse et en Belgique, et se lia d'amitié avec des maîtres comme Louis Vierne, Joseph Bonnet, Édouard Stehle de Saint-Gall et Alphonse Mailly de Ste-Gudule de Bruxelles. Ringeissen était considéré comme un notable interprète des œuvres de son époque - entre autres les compositions de Franz Liszt et de Max Reger - et comme un grand improvisateur.

## Œuvres
Il composa des messes, des motets, des chœurs, etc. Certaines de ces messes ont été chantées à Haïti, Madagascar et la Martinique[réf. nécessaire].
Il a eu aussi une œuvre profane, notamment inspirée des poèmes des frères Albert et Adolphe Matthis.
Liste non exhaustive :
- Missa victimæ paschali ad duas voces æquales cum organo

## Sources
- Roger Seiter, « Joseph Ringeissen (1879-1952) », Le Nouvel Alsacien, 25 janvier 1972
- Jean Hurstel, « Joseph Ringeissen, 1879-1952, organiste et compositeur », Le Nouvel Alsacien, 15, 22 et 29 juin 1984.
- M. T. Leser, « Joseph Ringeissen, humble et grande figure de musicien strasbourgeois (1879-1952) », Nouvel Alsacien, juillet? 1979.